# Kenneth Ormsby
Kenneth Ormsby ist ein ehemaliger kanadischer Eiskunstläufer, der im Eistanz startete.
Seine Eistanzpartnerin war Paulette Doan. Mit ihr nahm er von 1962 bis 1964 an Weltmeisterschaften teil. 1963 gewannen Ormsby und Doan die Bronzemedaille und 1964 wurden sie Vize-Weltmeister hinter Eva Romanová und Pavel Roman aus der Tschechoslowakei. Danach wechselten sie zu den Profis und liefen für die Eisrevue Ice Follies. Später heirateten sie. Beide arbeiten heute als Trainer in Scarborough.

## Ergebnisse

### Eistanz
(mit Paulette Doan)
| Wettbewerb / Jahr          | 1961 | 1962 | 1963 | 1964 |
| -------------------------- | ---- | ---- | ---- | ---- |
| Weltmeisterschaften        |      | 5.   | 3.   | 2.   |
| Kanadische Meisterschaften | 3.   | 3.   | 1.   | 1.   |